# Pirenne-These
Die Pirenne-These geht auf den belgischen Historiker Henri Pirenne zurück. In einer 1937 postum erschienenen Abhandlung Mahomet et Charlemagne („Mohammed und Karl der Große“) trug Pirenne seine Auffassung über den Übergang von der Spätantike ins Frühmittelalter vor. Die Pirenne-These besagt, dass die kulturelle und wirtschaftliche Einheit der antiken Mittelmeerwelt nicht durch die Völkerwanderung, sondern erst durch die islamische Expansion im 7. und frühen 8. Jahrhundert zerstört worden sei. Pirennes Konzept hatte großen Einfluss auf die Debatte über die Periodisierung hinsichtlich des Endes der Antike.

## Inhalt der These
Die Pirenne-These besteht im Wesentlichen aus folgenden Aussagen:
1. Der Untergang des Weströmischen Reichs und die Entstehung germanischer Reiche auf seinem Boden hat auf dem Gebiet der Verwaltung und des Wirtschaftslebens keine einschneidenden Veränderungen gebracht. Die germanischen Könige übernahmen vielmehr die bestehenden römischen Strukturen, insbesondere das Münzwesen. Das spätantike Wirtschaftssystem mit Großgrundbesitz und Sklaverei überstand die Völkerwanderung intakt. Die sozialen und wirtschaftlichen Verhältnisse im kontinentalen Westeuropa und in Nordafrika blieben vom 5. Jahrhundert bis zur Mitte des 7. Jahrhunderts im Prinzip konstant. Eine zentrale Rolle für die Kontinuität spielte der Handel (sowohl der Binnenhandel als auch der Fernhandel übers Mittelmeer), der trotz zeitweiliger Störungen weiterhin florierte. Dabei kam dem Hafen von Marseille eine Schlüsselrolle zu. Zur Merowingerzeit wurden insbesondere Sklaven exportiert; zu den Importgütern gehörten auch orientalische Luxuswaren. Durch diesen Fernhandel kam auch viel Gold in den Westen, was die Fortsetzung der Goldprägung ermöglichte. Dank dem Fortbestehen des Mittelmeerhandels blieb die antike Einheit der mediterranen Welt wirtschaftlich und dadurch auch kulturell erhalten. So konnte sich eine städtische Zivilisation neben der Landwirtschaft behaupten.
2. Erst in der zweiten Hälfte des 7. Jahrhunderts kam es zum Zusammenbruch des Orienthandels und der gesamten Schifffahrt im westlichen Mittelmeer. Dies führte im kontinentalen Westeuropa zum Verschwinden der Großkaufleute (auch im Landesinneren) und der orientalischen Importgüter (besonders Papyrus, Gewürze, Seide und Gold). Das Kreditgeschäft kam zum Erliegen, und der Geldumlauf ging drastisch zurück. In den Zusammenhang dieser Krise ist das Ende der Goldprägung und der Übergang zur karolingischen Silberwährung einzuordnen. Im östlichen Mittelmeer war die Lage insofern günstiger, als der Adriahandel von der Krise kaum betroffen war. Daher waren in den byzantinischen bzw. byzantinisch beeinflussten Gebieten Italiens wenig Auswirkungen der Wirtschaftskrise zu spüren.
3. Die Ursache der katastrophalen, anhaltenden Depression ab etwa der Mitte des 7. Jahrhunderts war die arabische Eroberung Syriens (636), Nordafrikas (640–698) und Spaniens (711). Das Mittelmeer büßte dadurch seine Verbindungsfunktion zwischen West und Ost ein, und daher konnte die mediterrane Welt nicht mehr Schwerpunkt des kulturellen und politischen Lebens sein. Erst diese Entwicklung hat das eigentliche Ende der Antike herbeigeführt. Das Merowingerreich war in seiner Blütezeit noch mediterran geprägt, das Karolingerreich nicht mehr. Merkmale des späten Merowingerreichs und des Karolingerreichs waren die Verlagerung des Schwerpunkts nach Norden, binnenländische Orientierung und andersartige ökonomische Verhältnisse (Beschränkung auf Agrarwirtschaft, wenig Fernhandel, Verfall der Städte, Subsistenzwirtschaft mit lokalen Kleinmärkten, teilweise Naturalientausch). All dies war eine Folge der Ausbreitung des Islams. Somit bewirkte die islamische Expansion die entscheidende Weichenstellung für den gesamten weiteren Verlauf der mittelalterlichen Wirtschaftsgeschichte. Diese Weichenstellung wertete Pirenne nachdrücklich als verhängnisvollen Rückschritt.

## Verlauf der Diskussion
Die Pirenne-These gehört zu den meistdiskutierten Geschichtstheorien des 20. Jahrhunderts. Sie löste eine Debatte über den Übergang von der Antike zum Mittelalter aus, die weiterhin andauert. Auch Gegner der These sehen es als Verdienst Pirennes, dass er dazu den Anstoß gegeben hat. In der Diskussion geht es einerseits um die Periodisierungsfrage, andererseits auch um den allgemeinen Gegensatz zwischen „Katastrophentheorie“ und „Kontinuitätstheorie“. Pirennisten nehmen für die Völkerwanderungszeit Kontinuität, für das 7. Jahrhundert eine katastrophale Zäsur an. Die Schule von Alfons Dopsch hingegen plädiert für durchgängige Kontinuität und langsamen Wandel. Damit stellen sich beide gegen die zuvor dominierende Katastrophentheorie von Edward Gibbon, der den Untergang des weströmischen Reichs und die Verheerungen der Völkerwanderung als katastrophalen Bruch und Epochenwechsel auffasste.
Die Schwierigkeit des Problems und die lange Dauer der Debatte ist in erster Linie durch die sehr ungünstige Quellenlage bedingt, siehe auch Dunkle Jahrhunderte (Mittelalter). Frühmittelalterliche Autoren waren an ökonomischen Themen kaum interessiert und erwähnten sie nur beiläufig. Verstreute archäologische und numismatische Funde gestatten kaum beweiskräftige quantitative Aussagen.
Die Grundzüge der These hat Pirenne schon 1922 und 1923 in Aufsätzen und 1927 in seinem Buch über das mittelalterliche Städtewesen dargelegt. In „Mohammed und Karl der Große“ hat er das Konzept weiter ausgearbeitet. Seine Ideen fanden alsbald bei prominenten französischsprachigen Forschern wie Ferdinand Lot und Louis Halphen Anklang (trotz erheblicher Vorbehalte), während von Erna Patzelt 1932 entschiedener Widerspruch kam. Bei Althistorikern fand Pirenne für seine Auffassung vom Ende der Antike wenig Verständnis. Zu den Pirennisten sind u. a. Amelio Tagliaferri, Eliyahu Ashtor und Heinrich Dannenbauer zu zählen, unter den Gegnern sind Erna Patzelt, Maurice Lombard und Hermann Aubin hervorzuheben. Zahlreiche Gelehrte sind einer mittleren Gruppe zuzurechnen (Zustimmung zu Pirennes Ideen nur teilweise bzw. mit gewichtigen Abweichungen und Vorbehalten).
Im Verlauf der jahrzehntelangen Debatte hat sich die Mehrheit der Forscher gegen die Pirenne-These gestellt, und heute gilt sie als weitgehend widerlegt. Dabei muss allerdings beachtet werden, was genau jeweils mit dem Begriff „Pirenne-These“ gemeint ist. Im engeren Sinne ist dies nur der dritte der oben genannten Punkte. Ihn hat Pirenne selbst im Titel seiner Abhandlung „Mohammed und Karl der Große“ als Kern der These ins Zentrum gestellt.
Dem ersten Punkt (Kontinuität im 5. und 6. Jahrhundert) billigen auch Pirenne-Gegner Berechtigung zu, sofern die Aussage nicht überspitzt wird. Auch der zweite Punkt (Depression im 7. und 8. Jahrhundert) wird weitgehend akzeptiert, allerdings ebenfalls nicht in den übertriebenen Formulierungen Pirennes.
Gescheitert ist daher nur der Versuch Pirennes, das Vordringen des Islams als die Ursache für eine vom Zusammenbruch des Fernhandels ausgelöste dramatische Wirtschaftskrise und für den ökonomischen Strukturwandel zu bestimmen. Die heutige Forschung nimmt eine Vielzahl von Ursachen für die wirtschaftlichen Veränderungen an, wobei die islamische Expansion höchstens eine untergeordnete Rolle spielt. Wenn neuerdings John Moorhead die Pirenne-These scheinbar rehabilitiert (“… the Pirenne thesis largely works”), so ist damit nur ein Teil der These gemeint, denn die Vorstellung einer maßgeblichen Rolle der muslimischen Eroberungen lehnt auch Moorhead ab. Er ist hinsichtlich der von Pirenne angenommenen Kausalzusammenhänge skeptisch und weist auf den Mangel an Belegen für Störung des Handels durch muslimische Piraten im fraglichen Zeitraum hin. Auch die Archäologen Richard Hodges und David Whitehouse kommen zum Ergebnis, dass Pirennes Einschätzung der wirtschaftlichen Folgen der islamischen Expansion unhaltbar ist. Sie meinen, dass das islamische Ausgreifen nach Europa nicht die Ursache, sondern in gewisser Hinsicht eher eine Folge der von Pirenne beschriebenen wirtschaftlichen Entwicklungen war.
Eine alternative Erklärung für den Niedergang des Mittelmeerhandels bietet die These von Marc Bloch, wonach im Frühmittelalter ein westeuropäisches Handelsbilanzdefizit bestand, das durch Goldexport gedeckt werden musste und nach Erschöpfung der Goldvorräte den Handel zum Erliegen brachte. Diese Deutung ist unter Wirtschaftshistorikern populär, bleibt aber wegen des Mangels an beweiskräftigen Quellen spekulativ.

## Argumente
Indizien zugunsten der Pirenne-These sind:
- Funde von arabischen Münzen im Westen sind selten (abgesehen vom Sonderfall Adria, den Pirenne berücksichtigt).[10] Das Gegenargument, dass solche Münzen wegen ihrer arabischen Beschriftung eingeschmolzen wurden, ist hypothetisch.
- Die Anzahl der byzantinischen Münzen im Westen nimmt im 7. Jahrhundert ab, wie es nach der Pirenne-These zu erwarten ist.
- Pirennes Einschätzung der Rolle des Hafens von Marseille in der Merowingerzeit wird vom archäologischen und numismatischen Befund gestützt.[11]
- Die Verwendung von Elfenbein ging in Westeuropa etwa in der Zeit zurück, in der nach Pirennes Ansicht der Mittelmeerhandel zusammenbrach.
- Eine chronologische Aufschlüsselung der bisher entdeckten Schiffswracks zeigt eine drastische Abnahme ihrer Anzahl im siebten Jahrhundert. Die statistische Signifikanz dieser Zahlen ist allerdings fraglich.

Wesentliche Einwände der Pirenne-Kritiker lauten:
- Die gesamtwirtschaftliche Bedeutung des Mittelmeerhandels ist zwar hoch zu veranschlagen, aber er war nur einer unter vielen Faktoren des Wirtschaftslebens und nicht notwendigerweise der ausschlaggebende.
- Auch wenn Indizien für eine erhebliche Reduktion des Fernhandels im 7. Jahrhundert vorhanden sind, ist doch die kausale Verknüpfung mit der islamischen Expansion spekulativ und kann sich auf keine Quellenaussagen stützen. Vielmehr lässt sich zeigen, dass eine Handelsschifffahrt zwischen islamischem Gebiet und dem christlichen Westeuropa in der Umayyadenzeit existiert haben muss, wenn auch die Quellenlage keine Aussagen über ihren Umfang gestattet. In der frühen Abbasidenzeit (ab 750) bestanden lebhafte und zunehmende Handelsverbindungen.[12]
- In einem Dekret des Kalifen Umar II. (717–720) wird die uneingeschränkte Nutzung des Meeres für den Handel bekräftigt und jede Behinderung der Handelsströme untersagt. Da das Dekret keine regionalen oder sachlichen Einschränkungen vorsieht, muss es auf den Mittelmeerhandel in vollem Umfang anwendbar gewesen sein.[13]
- Im fraglichen Zeitraum sind zwar im östlichen Mittelmeer slawische Piraten bezeugt, nicht aber arabische. Die Annahme einer weiträumig verbreiteten arabischen Piraterie schon in spätmerowingischer Zeit wird von den Quellen nicht gestützt; für das westliche Mittelmeer fehlt es gänzlich an Belegen.[14]
- Schon im 3. Jahrhundert setzte eine anhaltende Verschlechterung der Wirtschaftslage ein, die den Fernhandel schwächte und im Westen des Reichs naturalwirtschaftliche Formen stärkte. Der Niedergang des Mittelmeerhandels trat großenteils schon vor dem Ende des Weströmischen Reichs ein. In der Völkerwanderungszeit wurde der Handel dann anscheinend auf diesem relativ niedrigen Niveau fortgesetzt. Die verwendeten Schiffe waren wegen des gesunkenen Transportvolumens relativ klein; sie fuhren entlang der Küsten und mieden möglichst die kürzeren direkten Routen, die offenbar als riskant galten.[15] Diese Verfallserscheinungen haben mit dem Vordringen des Islams nichts zu tun.
- In karolingischer Zeit sind weiterhin orientalische Waren im Westen nachweisbar. Diese können zwar auf dem Landweg transportiert worden sein, aber auch das ist Fernhandel und widerspricht damit der Pirenne-These.[16] Es trifft nicht zu, dass der Import der vier von Pirenne hervorgehobenen orientalischen Güter (Papyrus, Textilien, Gewürze, Gold) für alle vier zur selben Zeit und zeitgleich mit den Eroberungen der Araber versiegte.[17] Manche Änderungen von Bedarf, Nachschub und Handelswegen hatten eher regionale und konjunkturelle als fundamentale Gründe.[18]
- In der Karolingerzeit florierte weiterhin der Export von Sklaven in die islamische Welt.[19] Daher muss nicht von einer defizitären Handelsbilanz ausgegangen werden. Die Erlöse aus dem Sklavenhandel konnten für Einfuhren genutzt werden.
- Der Übergang zur Silberwährung muss nicht, wie Pirenne meinte, als Rückschritt oder Krisenzeichen gewertet werden, sondern kann auch aus Zweckmäßigkeitsgründen erfolgt sein.
- Pilgerfahrten in den Orient fanden weiterhin großenteils auf dem Seeweg statt. Die dabei genutzten Schiffe können kaum etwas anderes als Handelsschiffe gewesen sein.[20]